# The King of Fighters EX: Neo Blood
The King of Fighters EX: Neo Blood (o KOF EX) es un videojuego de lucha lanzado por SNK en 2002 para el sistema portátil Game Boy Advance.

## Características
Está basado en The King of Fighters '99: Evolution, con una plantilla de personajes similar, aunque los protagonistas de dicho juego (K' Dash, Maxima y Whip) no son seleccionables como personajes jugables. Se incluyó igualmente el sistema de strikers, con la diferencia de que algunos personajes funcionan únicamente como strikers, si bien los personajes jugables también pueden ser seleccionados como strikers. Cronológicamente, el juego parece estar ambientado en 1998, puesto que en ese año no hubo torneo, ya que The King of Fighters '98 es un dream match (combate de ensueño), tratándose este juego y su secuela, realmente, de un spin-off de la saga original.
Junto con el juego fue comercializado, exclusivamente en Japón, un modelo de Game Boy Advance inspirado en el mismo. Fue, además, el primer cartucho de Game Boy Advance en alcanzar los 256 megas.

## Personajes
| Hero Team - Kyo Kusanagi - Moe Habana - Benimaru Nikaido - Shingo Yabuki (striker) Fatal Fury Team - Terry Bogard - Andy Bogard - Mai Shiranui - Joe Higashi (striker) Ikari Team - Leona - Ralf Jones - Clark Steel - Whip (striker) | Art of Fighting Team - Ryo Sakazaki - Robert Garcia - King - Yuri Sakazaki (striker) Pyscho Soldier Team - Athena Asamiya - Kensou - Bao - Chin Gentsai (striker) Korea Team - Kim Kaphwan - Chang Koehan - Choi Bounge - Jhun Hoon (striker) |

### Jefes
| - Iori Yagami | - Geese Howard |

### Personajes desbloqueables
Personajes jugables:
- Iori Yagami
- Geese Howard

Strikers:
- K'
- Maxima
- Vanessa
- Ryuji Yamazaki